# Vicente Gállego Castro
Vicente Gállego Castro (Zaragoza, 14 de mayo de 1898 - Madrid, 7 de julio de 1979) fue un periodista católico y antifranquista español. Fue uno de los creadores y el primer director del diario Ya, además del primer presidente de la Agencia EFE, durante la Guerra civil española, de la que fue depurado en 1944 por sus simpatías al bando aliado en la 2ª guerra mundial. En 1940 fundó la revista Mundo.

## Biografía
Inició su carrera profesional en 1923 cuando entró a formar parte de la redacción —llegó a ser secretario de redacción— de El Debate, un periódico católico-conservador editado por Editorial Católica entre 1910 y 1936 y dirigido por el periodista —antes de ingresar en la carrera eclesiástica, en la que llegaría a cardenal— Ángel Herrera Oria, de quien Gállego llegó a ser persona de confianza. Posteriormente dirigió la agencia Logos fundada en 1929 por la misma editorial y situada en la redacción de El Debate.
Paralelamente se convirtió también en uno de los pilares de esta escuela Escuela de Periodismo creada por Herrera Oria en 1926. En 1934 éste le confió también el encargo —junto a Federico Salmón y Nicolás González Ruíz— de crear el diario Ya, periódico del que Vicente Gállego fue el primer director.
A finales de 1938, Gállego logró escapar de Madrid y viajó a Burgos, cuartel general de los sublevados en torno al general Franco. En Burgos tomó la decisión de fundar la Agencia EFE, con el apoyo de Ramón Serrano Suñer (1901 - 2003), futuro ministro español del interior y cuñado de Franco, en el momento en que este último hizo promulgar la Ley de Prensa e Imprenta, que establecía una censura previa a toda publicación en España, una ley vigente hasta 1966. Inicialmente la Agencia EFE, inscrita en el registro el 3 de enero de 1939 estuvo asentada inicialmente en Burgos y posteriormente fue transferida a Madrid. Durante los años en los que Gállego Castro estuvo al frente de la agencia, durante la Segunda Guerra Mundial, la línea estaba marcada —señalan algunas investigaciones históricas— sobre todo por el agregado de prensa alemán Josef Hans Lazar. Los informes estadounidenses de la época señalaban: "La agencia está dirigida por Vicente Gallego, un astuto español educado en la tradición jesuita, formado en AP y que fue primer editor de uno de los periódicos más influyentes de España, el diario Ya." En julio de 1944, Gállego, demasiado comprometido con las armas aliadas, fue sustituido en la dirección por su adjunto Pedro Gómez Aparicio.
En 1940 fundó en Barcelona la revista de estudios políticos internacionales Mundo, primeramente editada por la Agencia EFE y adquirida en julio de 1967 por Sebastián Auger que la convirtió en una tribuna para la oposición.
Murió en Madrid el 7 de julio de 1979.

## Condecoraciones
- 1975 Gran Cruz de la Orden de Isabel La Católica.[9]